# أل هارت
أل هارت (بالإنجليزية: Al Shealy)‏ هو لاعب كرة قاعدة أمريكي، ولد في 24 مايو 1900 في تشابين في الولايات المتحدة، وتوفي في 7 مارس 1967 في هاجرستاون في الولايات المتحدة.

## وصلات خارجية
- أل هارت على موقعبيزبول رفرنس.كوم (الدوري الرئيسي) (الإنجليزية)
- أل هارت على موقعبيزبول رفرنس.كوم (الدوري الثانوي) (الإنجليزية)